# OHamburgefonsz

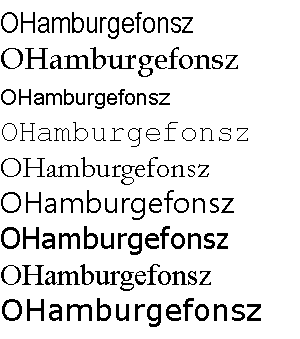
Różnice w szerokości fontów określone przy użyciu słowa OHamburgefonsz

OHamburgefonsz – nic nieznaczące słowo testowe służące do pomiaru szerokości kroju pisma. 
Pomiar szerokości pisma dokonywany jest w stopniu 10 punktów. 
Na podstawie tego wyróżnia się:
- pismo bardzo wąskie: poniżej 25 mm,
- pismo wąskie: od 25 do 30 mm,
- pismo normalne: od 30 do 35 mm,
- pismo szerokie: od 35 do 40 mm,
- pismo bardzo szerokie: powyżej 40 mm.

Jego odmianami są stosowane w innych językach Hamburgervons, Hamburgerfontstiv,  Hamburgefonts, czy też anagram użyty przy tworzeniu czcionek Adobe Systems Verbsgohuman. Ponieważ słowo to zawiera wszystkie podstawowe elementy budowy liter używane w alfabecie łacińskim, pisane zarówno małymi jak i wielkimi literami, używane jest obecnie przy projektowaniu krojów pisma.